# Ultima fermata (film 2015)
Ultima fermata è un film del 2015 diretto da Giambattista Assanti.

## Trama
Rocco Capossela, che lavora come capitano dei Carabinieri a Torino, torna nel sud per i funerali del padre Domenico, vecchio capotreno che, in passato, aveva svolto il suo servizio sulla tratta ferroviaria Avellino-Rocchetta S. Antonio. Durante la sua permanenza nel paese di origine, inconsapevolmente, prende coscienza di sé, soprattutto rileggendo il diario segreto del padre. Attraverso le parole del padre, Rocco Capossela capirà e accetterà quegli abbracci mancati e quelle incomprensioni che lo avevano allontanato dal genitore negli ultimi anni di vita.
Rocco si innamora di Nina, una giovane ragazza che conosceva Domenico molto meglio degli stessi figli. Anche Francesco, il fratello di Rocco, dopo aver conosciuto Rosa, la donna di cui il padre si era innamorato dopo la morte della moglie, capisce che quell'amore che il padre aveva coltivato, in realtà non aveva sottratto nulla alla famiglia e la riconciliazione con la donna restituisce a Francesco una tenerezza che sembrava perduta.

## Distribuzione
Il film è uscito nelle sale italiane il 15 ottobre 2015.

## Riconoscimenti
- 2016 - David di Donatello
  - Candidatura a Migliore attrice non protagonista a Claudia Cardinale